# Єровете
Є́ровете (болг. Еровете) — село в Кирджалійській області Болгарії. Входить до складу общини Кирково.

## Населення
За даними перепису населення 2011 року у селі проживала 101 особа, з них 100 осіб (99,0%) — турки.
Розподіл населення за віком у 2011 році:
Динаміка населення: